# Subagan
Subagan is een bestuurslaag in het regentschap Karangasem van de provincie Bali, Indonesië. Subagan telt 15.048 inwoners (volkstelling 2010).